# 私的チャイナビ
『私的チャイナビ』（わたしてきチャイナビ）は、2005年4月9日から2009年6月27日までTBSで放送されていた紀行番組である。放送時間は毎週土曜 21:54 - 22:00 （日本標準時）。

## 概要
ナビゲーターが中華人民共和国の有名観光地を旅し、片言の中国語を使いながら現地で出会った人々と交流する模様を放送していたミニ番組である。番組タイトルは、「私がチャイナをナビゲートします」という意味の造語である。
番組は、月ごとにナビゲーターと旅先を変えていた。タレントのみならず、カメラマンや料理研究家などさまざまな職業の人物がナビゲーターを務めていた。また、番組は毎週一つのテーマを設け、ナビゲーターはそれを実践していた。番組の最後には、ナビゲーターが「私的チャイナビ」とコールしていた。旅先で出会った人々と一緒にコールすることもあった。
なお旅先は、台湾などの中華民国が統治するエリアについては対象外としていた。

## 提供
ANA（全日本空輸）の一社提供。ただし、2007年3月に航空機トラブルが多数発生した際には一時クレジット表示を自粛し、CMを公共広告機構（現・ACジャパン）のものに差し替えていたことがある。

## ナビゲーターと旅先

### 2005年
| 放送月 | ナビゲーター | 旅先 |
| ------ | ------------ | ---- |
| 4月    | 清水ゆみ     | 北京 |
| 5月    | 佐藤尚平     | 広州 |
| 6月    | 長塚奈央     | 上海 |
| 7月    | KIKI         | 大連 |
| 8月    | 阿部力       | 青島 |
| 9月    | 北川えり     | 香港 |
| 10月   | 小嶺麗奈     | 杭州 |
| 11月   | 星野マヤ     | 厦門 |
| 12月   | 金子貴俊     | 桂林 |

### 2006年
同年1月9日（月曜・祝日） 14:55 - 15:56 には、阿部力と大黒摩季が華流スターに会いに行く『私的チャイナビ スペシャル』が放送された。
| 放送月 | ナビゲーター     | 旅先   |
| ------ | ---------------- | ------ |
| 1月    | えれな           | 瀋陽   |
| 2月    | 中村竜           | 海南島 |
| 3月    | 松原渓           | 蘇州   |
| 4月    | 太田莉菜         | 成都   |
| 5月    | エリックまたひら | 北京   |
| 6月    | 砂央里           | 広州   |
| 7月    | 千葉真子         | 大連   |
| 8月    | 中孝介           | 雲南   |
| 9月    | 平手舞           | 上海   |
| 10月   | 井上朋子         | 秦皇島 |
| 11月   | 庄司麻衣         | 厦門   |
| 12月   | 宮光真理子       | 青島   |

### 2007年
| 放送月 | ナビゲーター | 旅先                         |
| ------ | ------------ | ---------------------------- |
| 1月    | 土岐田麗子   | 香港                         |
| 2月    | 前田知恵     | ハルビン                     |
| 3月    | 鈴木信二     | 洛陽                         |
| 4月    | 岩崎恭子     | 北京                         |
| 5月    | 木口美和子   | ウルムチ                     |
| 6月    | 臼田あさ美   | 桂林                         |
| 7月    | 浜島直子     | 九寨溝                       |
| 8月    | ちはる       | 上海                         |
| 9月    | 豊岡真澄     | 瀋陽・大連                   |
| 10月   | 中井貴一     | 麗江                         |
| 11月   | 鳳山雅姫     | 蘇州・鳥鎮（浙江省嘉興市内） |
| 12月   | 岡田マリア   | 青島                         |

### 2008年
| 放送月 | ナビゲーター | 旅先         |
| ------ | ------------ | ------------ |
| 1月    | 三浦涼介     | 香港         |
| 2月    | 望月みさ     | 武夷山       |
| 3月    | 磯部さちよ   | 成都         |
| 4月    | 田中雅美     | 北京         |
| 5月    | 大櫛エリカ   | 大連         |
| 5月    | 大島久美子   | 杭州         |
| 6月    | 小橋めぐみ   | 廬山・景徳鎮 |
| 7月    | 知花くらら   | 北京         |
| 8月    | 満島ひかり   | マカオ       |
| 9月    | 渡辺奈緒子   | 上海         |
| 10月   | 阪本麻美     | 香港         |
| 11月   | 江川曜子     | 湖南省張家界 |
| 12月   | 美優         | 広州・開平   |

### 2009年
| 放送月 | ナビゲーター | 旅先       |
| ------ | ------------ | ---------- |
| 1月    | 浅川稚広     | 厦門・永定 |
| 2月    | 渡辺めぐみ   | 上海       |
| 3月    | 須藤温子     | 海南島     |
| 4月    | 芹那         | 香港       |
| 5月    | 桂亜沙美     | 上海       |
| 6月    | 永池南津子   | 北京       |